# باب دايان (مناخة)

تعديل مصدري - تعديل

باب دايان هي إحدى قرى عزلة حصبان بمديرية مناخة التابعة لمحافظة صنعاء، بلغ تعداد سكانها 53 نسمة حسب تعداد اليمن لعام 2004.